# AMD FirePro
AMD FirePro es una línea de tarjetas gráficas profesionales diseñadas para aplicativos CAD como AutoCAD, Revit, y ArchiCAD y aplicativos DCC (creación de contenido digital) tales como Photoshop, Illustrator o la suite CorelDRAW Graphics Suite, así como otras tareas profesionales en estaciones de trabajo. Su competencia directa es la serie Quadro de NVidia.

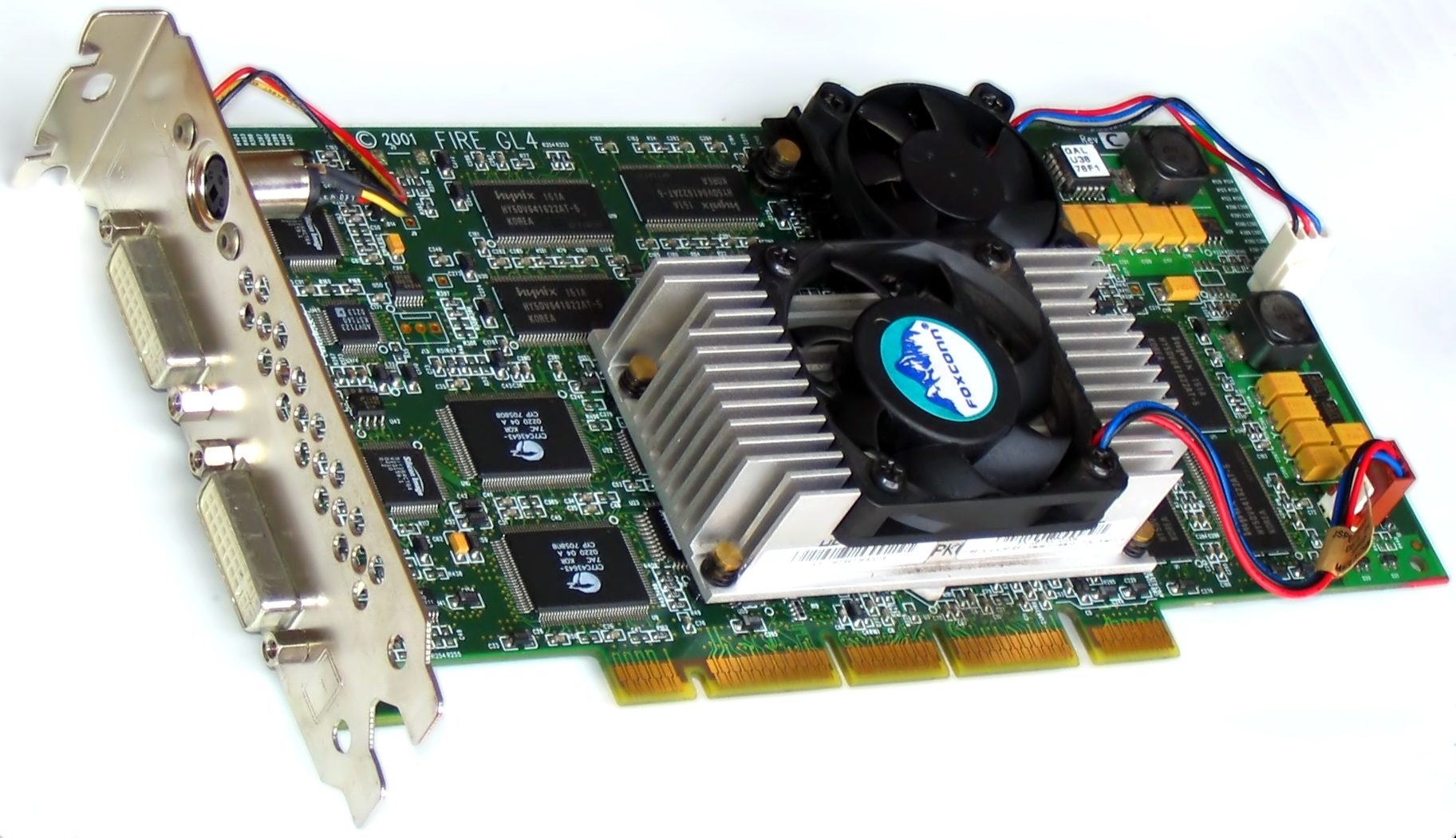
Gráfica ATI FireGL

Las GPU FireGL están basadas en las ATI Radeon, así por ejemplo la FireGL V5200 está basada en la Radeon X1600, la FireGL V3600 en la Radeon HD2600 y la FireGL V8600 en la HD2900XT.

## Historia

AMD DirectGMA

FireGL era inicialmente una serie de tarjetas gráficas profesionales de Diamond Multimedia, que usaban GPUs de 3Dlabs e IBM, siendo comprada a Diamond por ATI en 2001. En el 2008 por cuestiones de mercadeo, la serie pasó a denominarse FirePro 3D.

### Diferencias con las tarjetas AMD Radeon

The user-mode drivers as well as the kernel-mode drivers for AMD FirePro products have additional features, and also (not depicted here) additional interfaces.

Las tarjetas Radeon están diseñadas para videojuegos y otras aplicaciones de consumo. Dado que utilizan los mismos controladores (Catalyst) y están basados en las mismas arquitecturas y chipsets, las diferencias están limitadas esencialmente al precio y al rendimiento de doble precisión "double-precision performance". Las tarjetas FirePro podrían tener características propias que no están disponibles en su equivalente en la línea Radeon.
Desde la serie 2007, las tarjetas FirePro/FireGL de última generación (basadas en la arquitectura R600) tienen implementado el procesamiento de flujos, tecnología que la línea de tarjetas Radeon, al menos en hardware, no ofrecen soporte sino hasta la serie HD 4000 donde se ofrece un soporte nivel "beta" al OpenCL 1.0, y las de la serie HD 5000 y siguientes, donde hay soporte completo a la tecnología OpenCL 1.1.